# Tinggar (Bandar Kedung Mulyo)
Tinggar is een bestuurslaag in het regentschap Jombang van de provincie Oost-Java, Indonesië. Tinggar telt 4560 inwoners (volkstelling 2010).